# Kohlschotenmücke
Die Kohlschotenmücke (Dasineura brassicae) ist eine Gallmückenart. Ihre wurmähnlichen Larven leben in den Schoten von Raps und anderen Kreuzblütengewächsen.

## Merkmale
Die Kohlschotenmücke ist 1,2 bis 1,5 mm lang, braunschwarz gefärbt und besitzt einen rötlichen Hinterleib mit braunen Querbinden. Ihre Larven, die 0,5 bis 1,5 mm lang werden, sind zunächst glasig, dann weiß, später gelblich-weiß.

## Entwicklung
Die Kohlschotenmücke überwintert als Puppe im Boden vorjähriger Rapsfelder. Im Mai, bei Bodentemperaturen von 12 bis 15 °C, schlüpft die Mücke. Sobald Schoten gebildet werden, auch wenn es sich nur um wenige Millimeter lange Ansätze handelt, fliegen die Weibchen zur Eiablage auf die Schote.
Kohlschotenmücken können selbst nur junge Schoten bis zu einer Größe von 1 cm mit Eiern belegen. Bei älteren Schoten sind sie auf die durch den Kohlschotenrüssler verursachten Löcher angewiesen. Die zahlreichen Larven besaugen die Schoteninnenwand. Wie bei anderen Gallmücken kommt es zum Anschwellen der Schoten. Sie werden gelb, verkrümmt und platzen vorzeitig auf. Dadurch kommt es zum Ausfall der Samenkörner. Die verpuppungsreife Larve kann dann die Schote verlassen und wandert in den Boden.
Ein Teil der Larven schlüpft sehr bald und kann noch einmal den Winterraps oder andere Kreuzblütengewächse befallen, die als Zwischenfutter oder zur Gründüngung angebaut werden. Die Kohlschotenmücke legt keine langen Wege im Flug zurück, daher sind auch viele Rapsfelder nur an den Rändern befallen. In der zweiten Generation können sie sich jedoch weiter ausbreiten.

## Verbreitung
Die Kohlschotenmücke ist in allen Rapsanbaugebieten verbreitet. Zu großem Schaden kommt es jedoch nur, wenn auch der Kohlschotenrüssler in diesem Gebiet verbreitet ist.